# Grand Bourg (ort i Argentina)
Grand Bourg är en ort i Argentina.   Den ligger i provinsen Buenos Aires, i den centrala delen av landet, 40 km väster om huvudstaden Buenos Aires. Grand Bourg ligger 25 meter över havet och antalet invånare är 85 159.
Terrängen runt Grand Bourg är mycket platt. Runt Grand Bourg är det mycket tätbefolkat, med 4 188 invånare per kvadratkilometer.. Närmaste större samhälle är Pilar, 17,1 km väster om Grand Bourg.
Runt Grand Bourg är det i huvudsak tätbebyggt.